# Palicourea orthoneura
Palicourea orthoneura är en måreväxtart som beskrevs av Paul Carpenter Standley. Palicourea orthoneura ingår i släktet Palicourea och familjen måreväxter. Inga underarter finns listade i Catalogue of Life.